# Anastasia Pozdnjakova
Anastasia Pozdnjakova (ryska: Анастасия Юрьевна Позднякова), född den 11 december 1985 i Elektrostal, är en rysk simhoppare.
Hon tog OS-brons i synkroniserade svikthopp i samband med de olympiska simhoppstävlingarna 2008 i Peking.